# Dwayne Cowan
Dwayne Cowan (né le 1er janvier 1985) est un athlète britannique, spécialiste du 200 mètres et du 400 mètres.

## Biographie
Mesurant 1,88 m pour 82 kg, son record personnel sur 200 m était de 20 s 73 obtenu en 2016.
Il opte tardivement pour l'athlétisme en 2013, après avoir surtout pratiqué le football. 
Le 24 juin 2017, il remporte le 400 m des Championnats d'Europe par équipes sur 400 m, en battant son record personnel, en 45 s 46.
Le 20 août 2017, il porte ce record à 45 s 34, à Birmingham.